# Druhanov
Druhanov är en ort i Tjeckien.   Den ligger i regionen Vysočina, i den centrala delen av landet, 110 km sydost om huvudstaden Prag. Druhanov ligger 601 meter över havet och antalet invånare är 131.
Terrängen runt Druhanov är huvudsakligen platt, men den allra närmaste omgivningen är kuperad. Runt Druhanov är det ganska tätbefolkat, med 54 invånare per kvadratkilometer. Närmaste större samhälle är Jihlava, 13,0 km öster om Druhanov. I omgivningarna runt Druhanov växer i huvudsak blandskog.